# Pismo telugu
Pismo telugu – indyjski alfabet sylabiczny, wywodzący się z pisma brahmi poprzez pismo kadamba, używany do zapisywania języka telugu. 

## Samogłoski
Samogłoski mają postać niezależną, jeżeli występują w nagłosie. Po spółgłoskach zapisywane są za pomocą znaków diakrytycznych. 
| Forma niezależna | Ze spółgłoską క (k) | ISO | IPA      | Forma niezależna | Ze spółgłoską క (k) | ISO | IPA        |
| ---------------- | ------------------- | --- | -------- | ---------------- | ------------------- | --- | ---------- |
| అ                | క                   | a   | [ʌ]      | ఆ                | కా                   | ā   | [a:]       |
| ఇ                | కి                   | i   | [i]      | ఈ                | కీ                   | ī   | [i:]       |
| ఉ                | కు                   | u   | [u]      | ఊ                | కూ                   | ū   | [u:]       |
| ఋ                | కృ                   | r̥   | [rɨ, ru] | ౠ                | కౄ                   | r̥̄   | [ri:, ru:] |
| ఌ                |                     | l̥   |          | ౡ                |                     | l̥̄   |            |
| ఎ                | కె                   | e   | [e]      | ఏ                | కే                   | ē   | [e:]       |
| ఒ                | కొ                   | o   | [o]      | ఓ                | కో                   | ō   | [o:]       |
| ఐ                | కై                   | ai  | [aj]     | ఔ                | కౌ                   | au  | [aw]       |

## Spółgłoski
| Znak | ISO | IPA  | Znak | ISO | IPA   | Znak | ISO | IPA  | Znak | ISO | IPA   | Znak | ISO | IPA |
| ---- | --- | ---- | ---- | --- | ----- | ---- | --- | ---- | ---- | --- | ----- | ---- | --- | --- |
| క    | k   | [k]  | ఖ    | kh  | [kʰ]  | గ    | g   | [g]  | ఘ    | gh  | [gʱ]  | ఙ    | ṅ   | [ŋ] |
| చ    | c   | [tʃ] | ఛ    | ch  | [tʃʰ] | జ    | j   | [dʒ] | ఝ    | jh  | [dʒʱ] | ఞ    | ñ   | [ɲ] |
| ట    | ṭ   | [ʈ]  | ఠ    | ṭh  | [ʈʰ]  | డ    | ḍ   | [ɖ]  | ఢ    | ḍh  | [ɖʱ]  | ణ    | ṇ   | [ɳ] |
| త    | t   | [t]  | థ    | th  | [tʰ]  | ద    | d   | [d]  | ధ    | dh  | [dʱ]  | న    | n   | [n] |
| ప    | p   | [p]  | ఫ    | ph  | [pʰ]  | బ    | b   | [b]  | భ    | bh  | [bʱ]  | మ    | m   | [m] |
| య    | y   | [j]  | ర    | r   | [r]   | ల    | l   | [l]  | వ    | v   | [ʋ]   | ళ    | ḷ   | [ɭ] |
| శ    | ś   | [ɕ]  | ష    | ṣ   | [ʂ]   | స    | s   | [s]  | ఱ    | ṛ   | [ɽ]   | హ    | h   | [h] |

Przykłady:
| ఖ + ఈ (ీ) → ఖీ | [kʰa] + [iː] → [kʰiː] |
| జ + ఉ (ు) → జు | [dʒa] + [u] → [dʒu]   |